# Dichorda consequaria
Dichorda consequaria är en fjärilsart som beskrevs av Edwards 1884. Dichorda consequaria ingår i släktet Dichorda och familjen mätare. Inga underarter finns listade i Catalogue of Life.